# Monte San Biagio
Monte San Biagio település Olaszországban, Lazio régióban, Latina megyében. Lakosainak száma 6044 fő (2023. január 1.). Monte San Biagio Fondi, Sonnino, Terracina, Amaseno és Vallecorsa községekkel határos.

## Népesség
A település lakossága az elmúlt években az alábbi módon változott:
| Lakosok száma | 6308 | 6308 | 6044 |
|               | 2017 | 2018 | 2023 |